# Яблунецкий перевал
Яблунецкий (Яблоницкий, Яблуницкий, Яблонецкий, так же Татарский) перевал (укр. Яблуницький (Яблунецький) перевал) — перевал в Восточных Карпатах, соединяющий долины рек Прут и Чёрная Тиса в Закарпатье. 

## История
Седловина где находится перевал в сужении Яблоницкого хребта достигает 921 метра высоты над уровнем моря.
Перевал расположен на территории Гуцульщины на границе современных Закарпатской и Ивано-Франковской области, у юго-западной окраины села Яблоница.
Через Яблунецкий проход (перевал) в XIII веке проходили в юго-западную Европу монголо-татарские войска.
Позже через перевал, как и через Дукельский, Ужоцкий и Верецкий, проходили древние торговые пути (дороги) из Руси в центральную Европу. Это один из перевалов, составлявший важный путь между Галицким княжеством и Венгерским королевством, а позднее между Польским королевством и Трансильванией.
Во время польско-украинской войны украинские войска переходили через Яблуницкий перевал из ЗУНР в Закарпатье.
Теперь через перевал проходит шоссе Н 09.